# Glycaspis repentina
Glycaspis repentina är en insektsart som beskrevs av Moore 1964. Glycaspis repentina ingår i släktet Glycaspis och familjen rundbladloppor. Inga underarter finns listade i Catalogue of Life.